# Anaea fisilis
Anaea fisilis är en fjärilsart som beskrevs av Hall 1935. Anaea fisilis ingår i släktet Anaea och familjen praktfjärilar. Inga underarter finns listade i Catalogue of Life.